# マリネーオ
マリネーオ（イタリア語: Marineo; シチリア語: Marineu）は、イタリア共和国シチリア自治州パレルモ県にある、人口約6,500人の基礎自治体（コムーネ）。

## 地理

### 位置・広がり
パレルモ県のコムーネ。州都・県都パレルモから南南東へ19kmの距離にある。

## ギャラリー

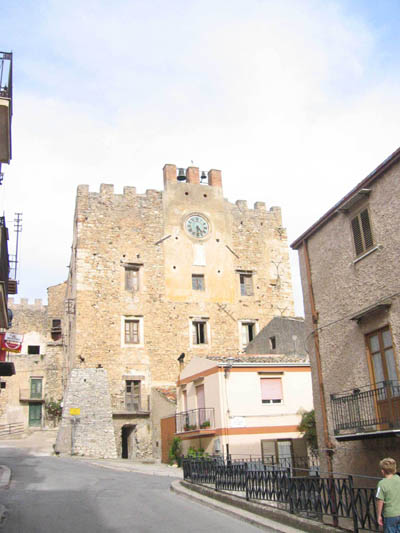
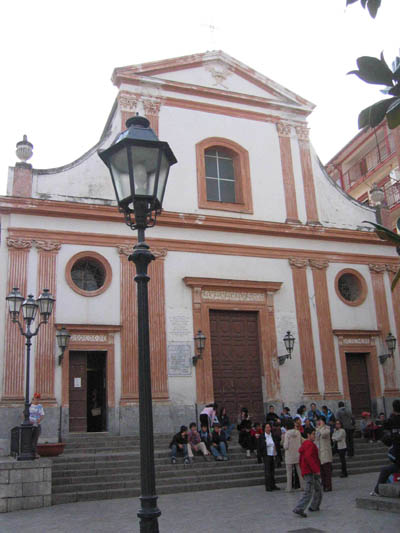
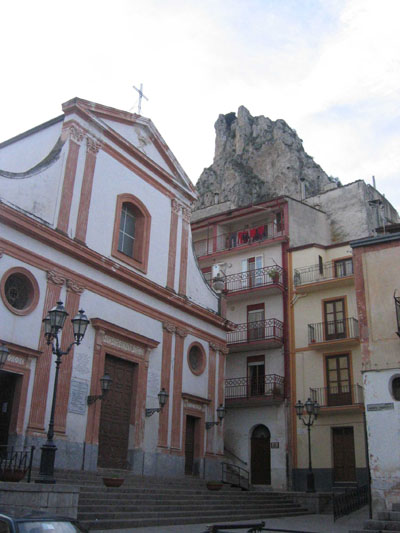

#### 隣接コムーネ
隣接するコムーネは以下の通り。
- ボロニェッタ
- チェファラ・ディアーナ
- ゴドラーノ
- メッツォイウーゾ
- ミジルメーリ
- モンレアーレ
- サンタ・クリスティーナ・ジェーラ
- ヴィッラフラーティ